# Sierra Chica
Die Sierra Chica ist die östlichste Bergkette der Sierras de Córdoba im zentralen Argentinien. Sie erstreckt sich etwa 100 km in Nord-Süd-Richtung – von Charbonier im Norden bis Alta Gracia im Süden, im Westen begleitet vom Punilla-Tal und im Südosten von der Region Sierras Chicas, die direkt an das Stadtgebiet von Córdoba anschließt.
Wichtigste Erhebungen sind der Uritorco mit 1949 m Höhe im höheren nördlichen Teil der Sierra sowie der weit niedrigere, aber als Aussichtspunkt bekannte Cerro Pan de Azúcar (1230 m) im südlichen Teil zwischen Villa Allende und dem im Punilla-Tal liegenden Cosquín.
Aus den Bergen entspringen zahlreiche Flüsse und Bäche, die wichtigsten sind
- der Río Suquía, der den Abfluss des am Südende der Kette gelegenen Stausees Lago San Roque bildet und
- der Río Ceballos, der den Stausee La Quebrada speist.